# Panta no Rock Festival
O Panta no Rock Festival é atualmente o maior festival de rock do Mato Grosso do Sul, e é consequentemente o maior festival de rock de Dourados, sua primeira edição foi realizada no ano de 2018, durante os dias 29 e 30 de setembro, e contou com 16 bandas de rock, que se apresentaram em 2 dias de evento. O Panta no Rock Festival reuniu os mais variados estilos musicais, contando com bandas como Raimundos, Matanza (banda), Project 46, Scalene, Dead Fish e Noturnall, além de dez bandas regionais.

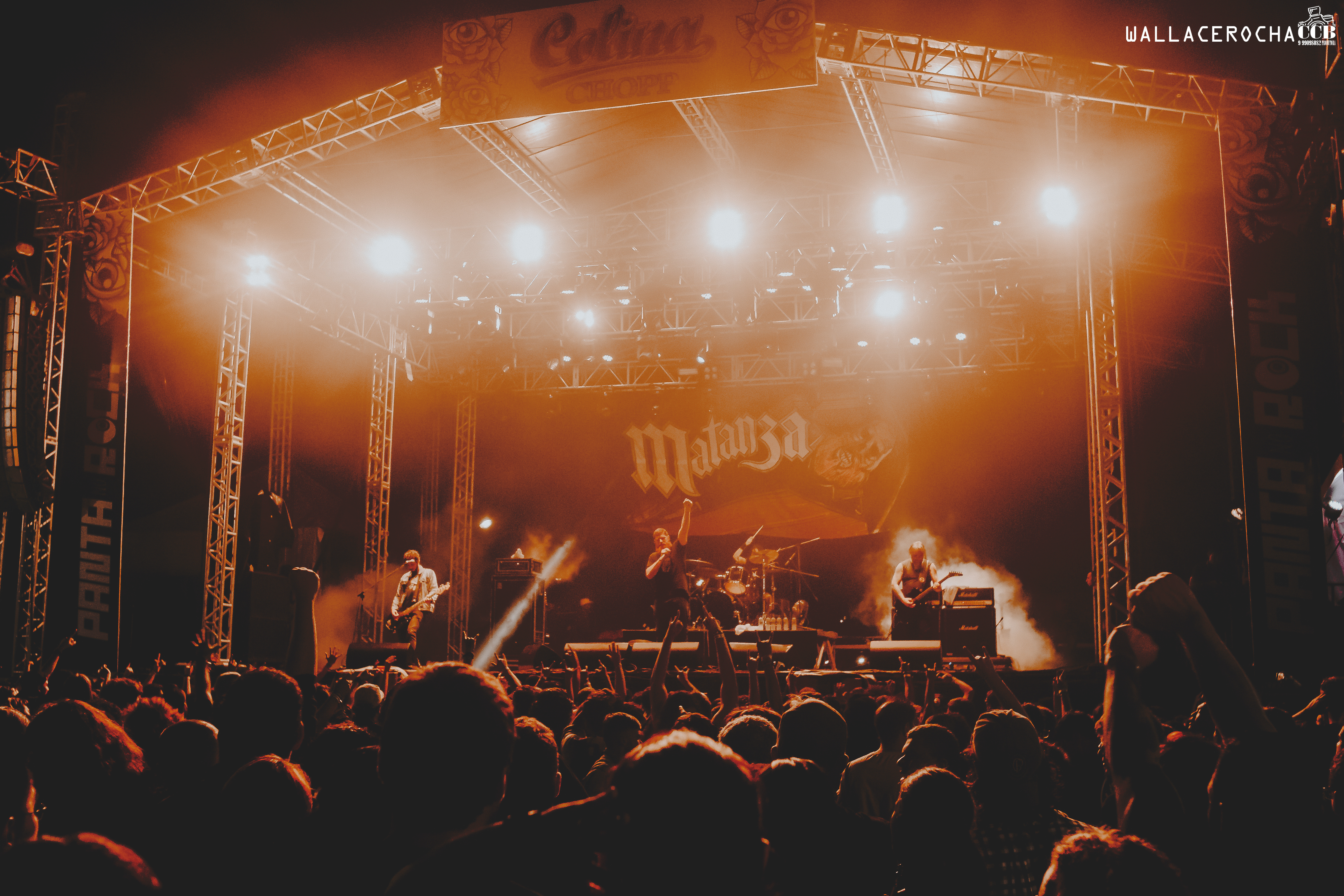
Matanza durante show no Panta no Rock Festival 2018

## Origem
No dia oito de outubro de 2017 a Tabasco Burger, empresa que inicialmente criou o evento, organizou e produziu o seu primeiro festival de música, mas especificamente o seu primeiro festival de rock que foi idealizado e realizado pela Família Tabasco Burger. A primeira edição do festival contou apenas com bandas da cidade de Dourados e foram 8 horas de música, houve uma grande aceitação do público, servindo de combustível para encorajar essa família em uma nova empreitada, maior que o primeiro evento.
Em 2018 o festival cresceu, mudou de nome e ganhou mais um dia. A segunda edição do festival foi intitulada Panta no Rock Festival e nasceu do interesse dessa família em incluir a cidade de Dourados no cenário do rock nacional, além de diversificar os eventos culturais da região e marcar esse festival, digno de respeito, na agenda de entretenimento da cidade.
A escolha do nome Panta no Rock é uma referência à inclusão do estado do pantanal no cenário do rock do Brasil, ao mesmo tempo, esse nome traz uma roupagem regional ao evento, sem deixar de lado as raízes da região. 
No ano de 2018, além das atrações regionais, o festival contou com vários artistas de outros estados e todos unidos com o objetivo de fazer simplesmente o melhor e maior festival de Rock do MS. Ao todo serão 16 atrações, sendo 6  bandas do cenário nacional e 10 bandas da região, se apresentando em dois palcos, divididos em dois dias.
Não obstante dos objetivos principais do evento, os organizadores do Panta no Rock prezaram, acima de tudo pela união da família, de forma que o festival não se destina apenas aos amantes do rock, mas a todos que gostam e se simpatizam com esse estilo, para que possam estar presentes no evento, desde os avós com seus netos até uma família inteira, para curtir os mais variados tipos e estilos de rock que foram apresentados nesses dois dias.

## Organização

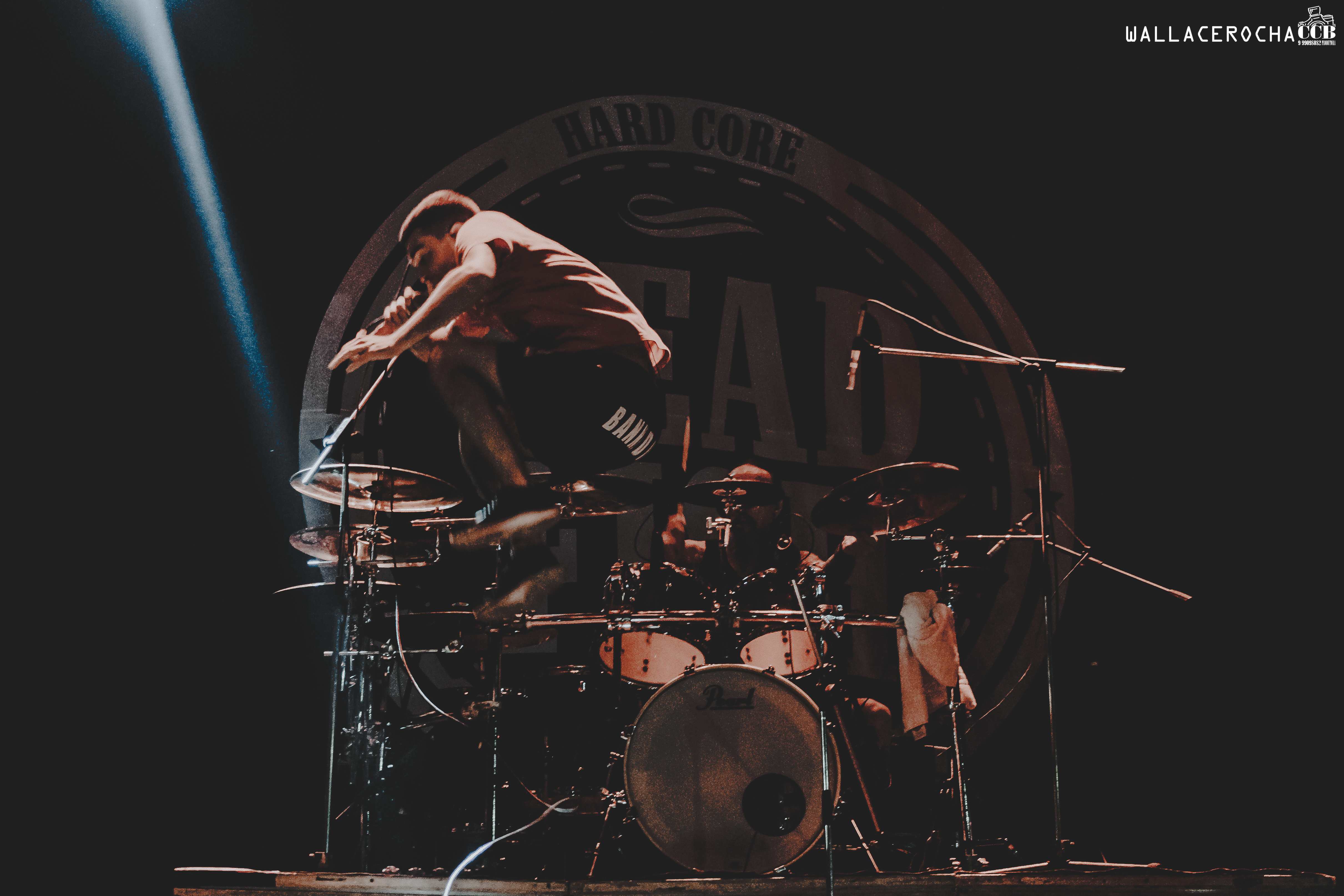
Dead Fish durante show no Panta no Rock Festival 2018

A criação, organização e a promoção do evento ficaram a cargo da empresa Tabasco Burger, constituída por:
- Luciano José da Silva;
- Joanna Martins ;
- Danielli Martins da Silva;
- Giuliana Renata Martins da Silva;
- Tiago Soares do Nascimento.

Além da hamburgueria idealizadora, outros dois responsáveis pela criação, organização e promoção foram:
- Jean Carlos Pires Vareiro;
- Willian Pires Vareiro.

Todos esses citados foram responsáveis pela equipe de profissionais qualificados para a elaboração, promoção e organização do evento.

## Objetivo

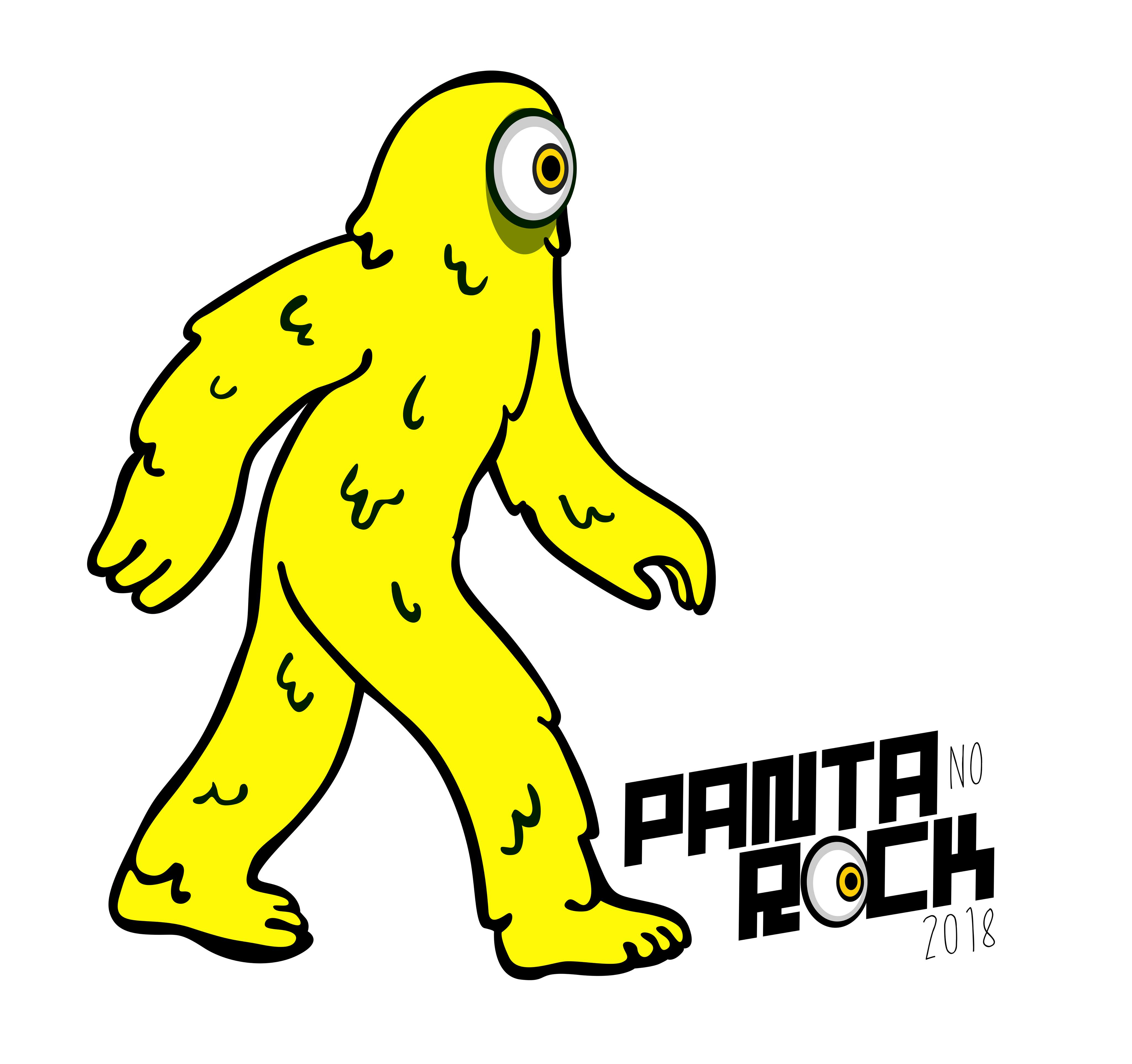
Mascote e logo - Panta no Rock 2018

O objetivo do Panta no Rock 2018 foi, incluir a cidade de Dourados no circuito nacional dos grandes eventos de rock alternativo, do heavy metal, do hard rock, do punk rock, do grunge entre outros, com o intuito de valorizar os artistas do gênero da região, e promover a interação de pessoas de várias idades, unindo-as através da música. O Panta no Rock contribuiu sobre tudo, para a diversificação dos eventos culturais da cidade, além de marcar esse evento digno de respeito na agenda de entretenimento região. O festival que será realizado anualmente, incentivará a ida de pessoas de toda região para a cidade, movimentando assim o comércio local, além do setor hoteleiro e de turismo.

## Local
O Panta no Rock 2018 foi realizado no Clube Indaiá, localizado a R. Indaiá, no bairro Altos do Indaiá, Dourados - MS, nos dias 29 e 30 de setembro e o horário de dos shows foram:
- Sábado dia 29/09: com abertura dos portões as 11h da manhã e término as 02h.
- Domingo dia 30/09: com abertura dos portões as 11h da manhã e término às 01:00h.

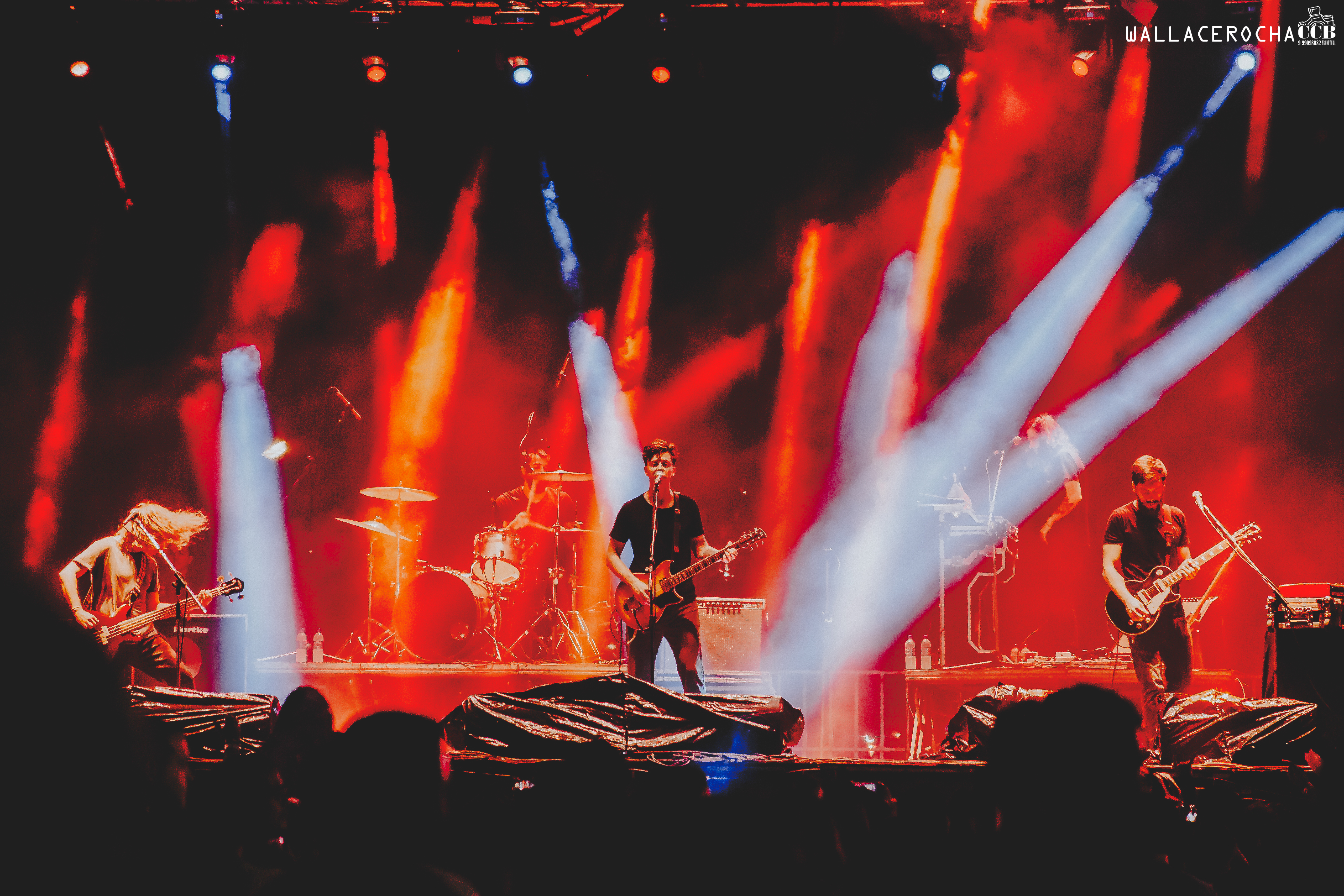
Scalene durante show no Panta no Rock Festival 2018

## Atrações
Os headliners do festival se apresentaram em dois dias, sendo três por noite, onde no sábado dia 29 de setembro, subiram ao palco principal as bandas Scalene, Noturnall e Matanza (banda), enquanto no domingo dia 30 de setembro se apresentaram as bandas Dead Fish, Project46 e Raimundos.
Além das 6 atrações nacionais também subiram nos palcos do evento: Brid, Carro velho, Codinome Winchester, Dagata e os Aluízios, Hajj, Boca de onça, Misbehaviour, Tonho sem medo, Tonelada e Xupakabras.

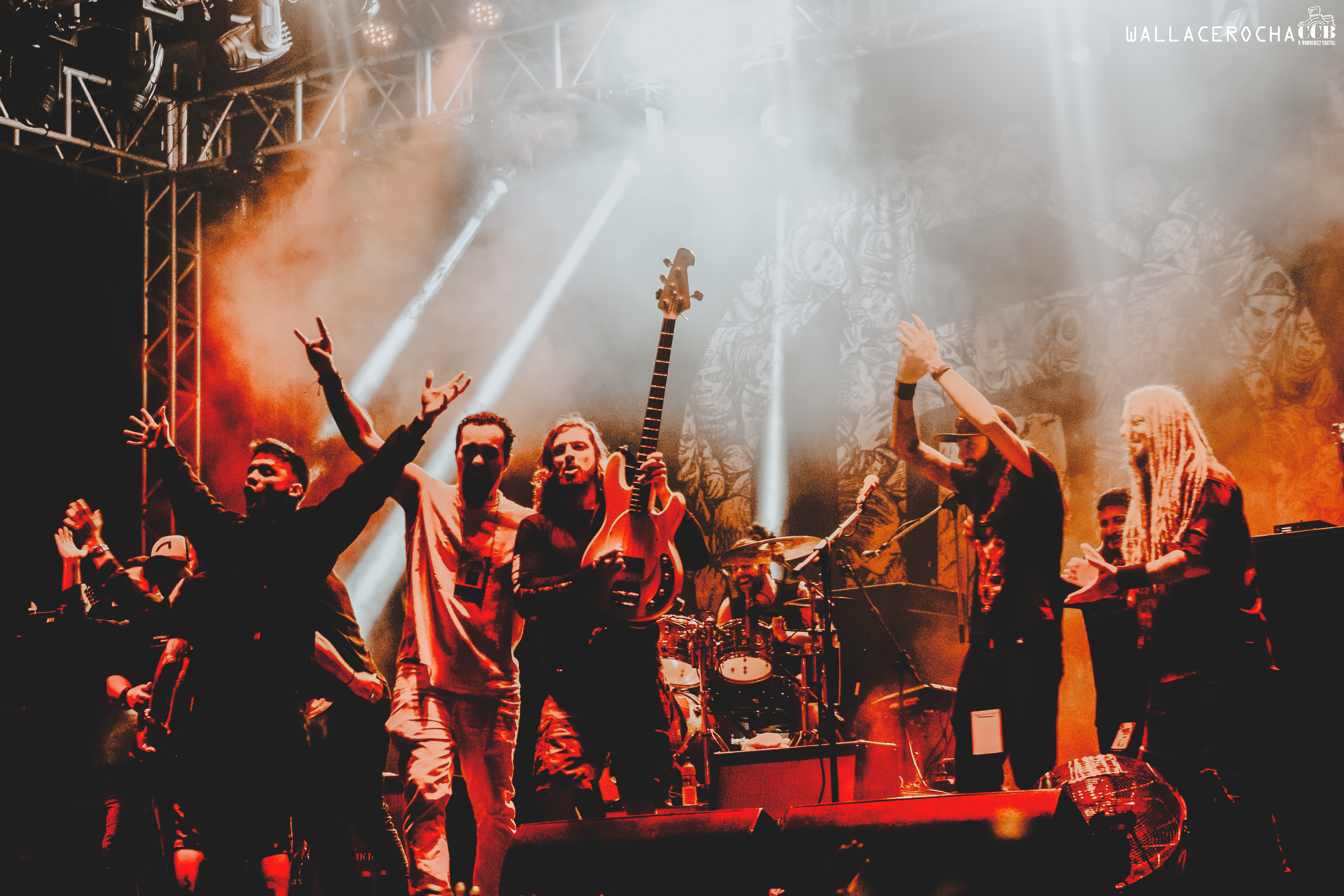
Encerramento do Panta no Rock Festival 2018 com algumas das atrações